# Nesopachyiulus parcestriatus
Nesopachyiulus parcestriatus är en mångfotingart som först beskrevs av Henri W. Brölemann 1901.  Nesopachyiulus parcestriatus ingår i släktet Nesopachyiulus och familjen kejsardubbelfotingar. Inga underarter finns listade i Catalogue of Life.